# Klaus Hagerup

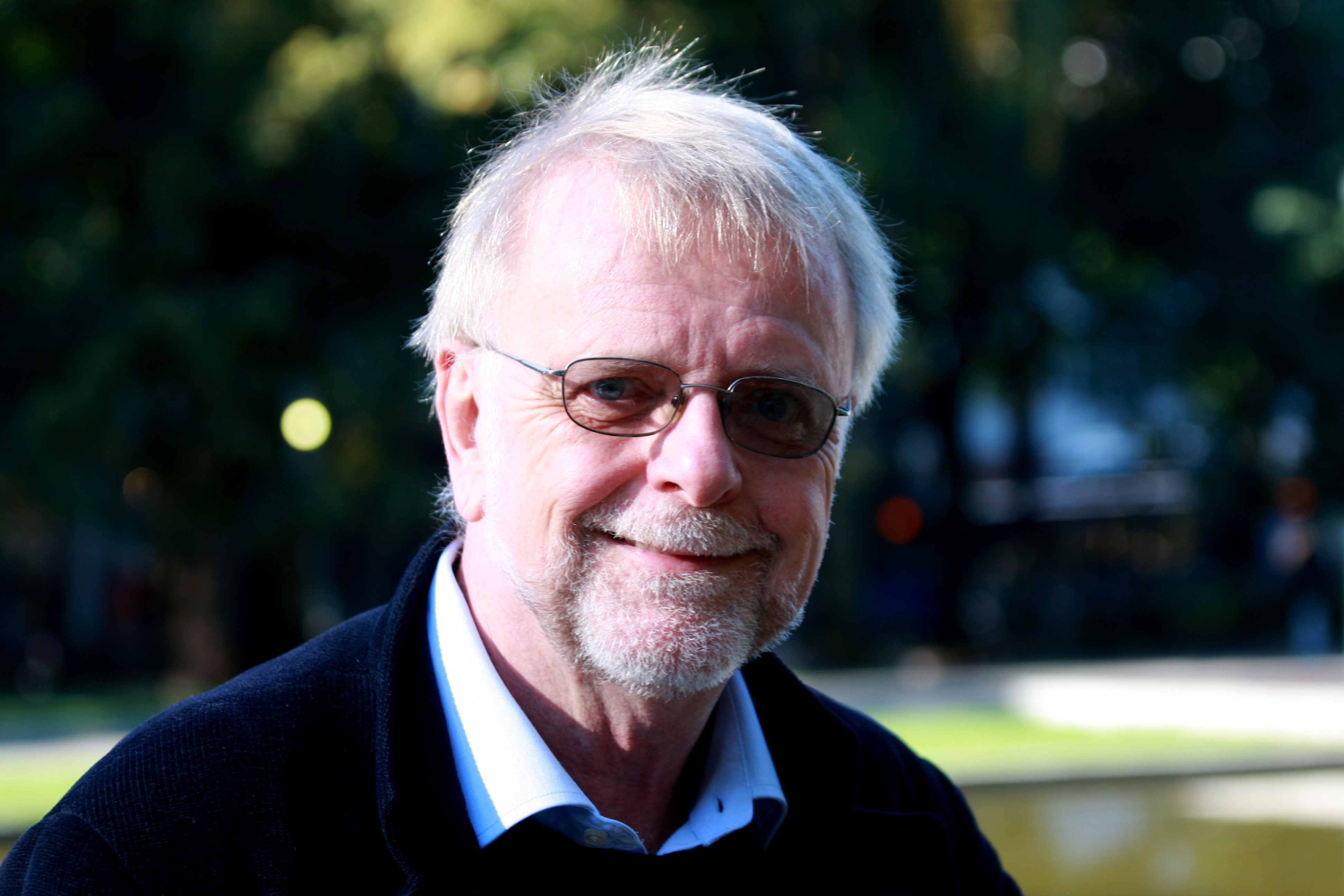
Klaus Hagerup (2010)

Klaus Hagerup (* 5. März 1946 in Oslo; † 20. Dezember 2018) war ein norwegischer Schriftsteller, Lyriker, Schauspieler, Drehbuchautor und Regisseur.
Klaus Hagerup arbeitete von 1968 bis 1969 als Schauspieler am Bergenser Theater Den Nationale Scene. Später nahm er Engagements am Nationaltheatret und am Hålogaland Teater an und arbeitete auch als Regisseur. Zwischen 1971 und 1996 war er als Schauspieler in verschiedenen norwegischen Spielfilm- und Fernsehproduktionen zu sehen.
Klaus Hagerup machte sich vor allem als Autor von Jugendromanen wie Markus og Diana (dt. Markus und Diana, 1997) oder Drager skal fly (dt. Wo die Drachen fliegen, 2000) einen Namen. Er war Co-Autor des Romans Bibbi Bokkens magische Bibliothek von Jostein Gaarder. Für das Buch Markus og Diana og lyset fra Sirius erhielt er 1994 den Bokhandlerprisen.
Daneben trat er als Dramatiker und Autor von Hörspielen hervor. 1988 schrieb er die Biographie Alt er så nær meg (Alles ist mir so nah) über seine Mutter, die bekannte Lyrikerin Inger Hagerup. Einen Monat vor seinem Tod im Dezember 2018 wurde Hagerup im November 2018 mit dem Ehrenpreis des Brageprisen für 2018 ausgezeichnet.

## Belege
1. ↑  Preisträgerliste des Bokhandlerprisen (Memento des Originals vom 13. Dezember 2021 im Internet Archive)  Info: Der Archivlink wurde automatisch eingesetzt und noch nicht geprüft. Bitte prüfe Original- und Archivlink gemäß Anleitung und entferne dann diesen Hinweis., bokhandlerforeningen.no, abgerufen am 29. August 2019.

| Personendaten    | Personendaten                                                    |
| ---------------- | ---------------------------------------------------------------- |
| NAME             | Hagerup, Klaus                                                   |
| KURZBESCHREIBUNG | norwegischer Schriftsteller, Lyriker, Schauspieler und Regisseur |
| GEBURTSDATUM     | 5. März 1946                                                     |
| GEBURTSORT       | Oslo                                                             |
| STERBEDATUM      | 20. Dezember 2018                                                |